# Verbandsgemeinde Rodalben
La comunità amministrativa di Rodalben (Verbandsgemeinde Rodalben) si trova nel circondario del Palatinato Sudoccidentale nella Renania-Palatinato, in Germania.

## Comuni
Fanno parte della comunità amministrativa i seguenti comuni:
| Comune, città             | Sup. (km²) | Abitanti |
| ------------------------- | ---------- | -------- |
| Clausen                   | 12,46      | 1 461    |
| Donsieders                | 9,03       | 902      |
| Leimen (Pfalz)            | 29,22      | 958      |
| Merzalben                 | 30,01      | 1 196    |
| Münchweiler an der Rodalb | 27,19      | 2 866    |
| Rodalben, Stadt           | 15,69      | 6 703    |
| Verbandsgemeinde Rodalben | 123,59     | 14 086   |

(Abitanti al 31 dicembre 2021)